# Stephanie Balduccini
Stephanie Balduccini (São Paulo, 20 de septiembre de 2004) es una nadadora brasileña. En los 100 m estilo libre, terminó sexta en el Campeonato Mundial de Doha 2024 y obtuvo una plata en los Juegos Panamericanos de 2023. 
Es hija de Natalie, una descendiente británica que nació en Brasil, y de Bruno. Ambos la inscribieron en una escuela de inglés cuando era niña, por lo que el primer idioma que aprendió fue el inglés, no el portugués, que luego dominó. Comenzó su carrera en el club Paineiras do Morumbi cuando era niña. Su primera experiencia internacional llegó en 2019, con el Campeonato Sudamericano Juvenil. Destacó al ganar la prueba de 50 metros estilo libre en Chile. En el Trofeo Brasil de Natación 2020 ganó la prueba de 50 m estilo libre.

## Carrera

### Juegos Olímpicos de Verano 2020
Balduccini se clasificó para Tokio 2020 como la nadadora olímpica más joven de Brasil en 41 años (Ricardo Prado compitió en Moscú en 1980, con 15 años). La nadadora del club Paineiras fue la responsable del último parcial, en el cronometraje de Brasil, en el selectivo olímpico de abril en el Parque María Lenk de Río de Janeiro. Ayudó al equipo a terminar cuarto en el repechaje mundial, con un tiempo de 3:38.59, y sellar su pasaporte a Tokio.
En el selectivo olímpico brasileño de 2020, nadó los 100 metros libres con un tiempo de 55,03, tiempo que le bastaría para conseguir una medalla de plata en el Campeonato de Europa juvenil de 2021.
En los Juegos Olímpicos de Verano de 2020 en Tokio, Balduccini cerró el relevo brasileño femenino de 4 × 100 metros estilo libre en eliminatorias, con un parcial de 54,06 (el mejor del equipo)..

### 2021-2024
En abril de 2022, marcó una marca personal de 1:57.77 para ganar los 200 libres femeninos en el Trofeo Brasil, cerca del récord sudamericano (1:57.28 obtenido por Manuella Lyrio). También registró 54,64 en los 100 metros estilo libre, un tiempo cercano al récord sudamericano de Larissa Oliveira de 54,03.
A la edad de 17 años estuvo en el Campeonato Mundial de Natación de 2022 celebrado en Budapest, Hungría. Participando en el relevo brasileño 4x100m libre, formado por Ana Carolina Vieira, Giovanna Diamante, Balduccini y Giovana Reis, finalizó en 6° lugar con tiempo de 3:38.10. Esta fue la primera vez que Brasil clasificó un relevo femenino para una final del Campeonato Mundial de Natación desde 2009, y la mejor posición del país en esta carrera en el Mundial de todos los tiempos. Se convirtió en la primera brasileña en bajar de 54s en el relevo 4x100 estilo libre femenino. En los 200 m estilo libre, se clasificó para las semifinales en el octavo lugar, con un tiempo de 1:57.81. En semifinales finalizó en el puesto 12, con tiempo de 1:57.54, su mejor tiempo personal, a 0,26 s del récord sudamericano, y la mejor colocación en la historia de Brasil en esta competición del Campeonato del Mundo. En los 100 m estilo libre se clasificó para las semifinales en el puesto 15, con un tiempo de 54,48. En semifinales finalizó en el décimo lugar, con tiempo de 54,10, su mejor tiempo personal, a 0,07 s del récord sudamericano y la mejor colocación en la historia de Brasil en esta competición del Campeonato Mundial. En el relevo brasileño 4x200 m libre, formado por Balduccini, Giovanna Diamante, Aline Rodrigues y Maria Paula Heitmann, finalizó en 6° lugar con un tiempo de 7:58.38. Esta fue la mejor posición de Brasil en esta carrera del Mundial de todos los tiempos. En el relevo 4 × 100 metros libre mixto finalizó 6° en la final, junto a Gabriel Santos, Vinicius Assunção y Giovanna Diamante, batiendo el récord sudamericano e igualando la mejor marca de Brasil obtenida en 2015. En el relevo 4 × 100 metros libre mixto relevo combinado mixto, terminó novena junto con Guilherme Basseto, João Gomes Júnior y Giovanna Diamante. También terminó 19º en los 200 metros combinados individuales.
En los Juegos Panamericanos de 2023 celebrados en Santiago, Chile, Balduccini ganó cinco medallas, incluida una plata en los 100 m estilo libre, donde fue derrotada sólo por la medallista olímpica Maggie Mac Neil, y un oro en el relevo mixto 4x100 m estilo libre donde fue la responsable directa de la victoria, cerrando el relevo con un tiempo de 53.43, llevándose casi 1 segundo de diferencia al relevo de Estados Unidos. También ganó la plata en el relevo 4x200 m estilo libre, donde Brasil casi rompió el récord sudamericano, perdiendo por poco ante Estados Unidos, y el bronce en los relevos 4x100 m estilo libre y 4x100 m combinado mixto.
En el Campeonato Mundial de Natación de 2024, Balduccini logró acceder por primera vez a una final de un Campeonato del Mundo, en los 100 m estilo libre. Se clasificó con un tiempo de 54.07, su mejor marca personal, casi rompiendo el récord sudamericano. Fue la primera vez que una brasileña se clasificó para la final de este evento en el Mundial. En la final de los 100 m estilo libre, Balduccini volvió a batir su marca personal, ahora con 54,05, terminando en un histórico sexto lugar. En el relevo 4×200 metros libre, el equipo compuesto por Balduccini, María Fernanda Costa, Aline Rodrigues y Gabrielle Roncatto obtuvo un resultado histórico, alcanzando el 4º lugar, la mejor posición de Brasil en esta prueba en el Mundial, destruyendo el récord sudamericano con la marca de 7:52.71. El cuarteto formado por Balduccini, Costa, Rodrigues y Ana Carolina Vieira también finalizó en el 6º lugar en el relevo 4x100 metros libre, igualando el mejor resultado de Brasil en campeonatos mundiales en esta prueba.